# Il ritorno dello Jedi (romanzo)
Il ritorno dello Jedi (titolo originale Return of the Jedi) è il romanzo scritto da James Kahn per la trasposizione letteraria del film omonimo del 1983, scritto da George Lucas su sceneggiatura dello stesso Lucas insieme a Lawrence Kasdan e diretto da Richard Marquand. Il romanzo è stato edito in italiano da Sperling & Kupfer. È da considerarsi facente parte dell'Universo espanso.

## Trama
Circa sei mesi dopo la cattura del pilota e generale dell'Alleanza Ribelle Ian Solo, la principessa Leila Organa, Luke Skywalker, che ha ormai quasi concluso il suo apprendistato come cavaliere Jedi, Chewbecca, C1-P8 e D-3BO si recano sul pianeta Tatooine per salvare Ian, tenuto prigioniero in una lastra di carbonite dal perfido criminale Jabba the Hutt nel suo palazzo.
I primi a entrare nell'edificio sono C1 e 3BO, che informano Jabba che Luke ha intenzione di venire per contrattare il rilascio di Ian (che Jabba però non intende affatto concedere), e vengono dati in regalo al gangster da Luke. Poco dopo Leila, fingendosi un cacciatore di taglie, si reca nel palazzo con la scusa di consegnare Chewbecca a Jabba. Durante la notte, sgancia dalla parete della sala del trono del malvivente il blocco di carbonite e libera il suo amato Ian. Jabba sorprende Leila, fa imprigionare Ian insieme a Chewbecca e aggiunge Leila al suo harem di schiave.
Il giorno seguente Luke va a parlamentare con Jabba, grazie al controllo mentale esercitato sul suo servo twi'lek Bib Fortuna, l'hutt però tenta di darlo in pasto al terrificante rancor che è tenuto in una grotta sotto al palazzo. Luke riesce a uccidere il mostro e Jabba, infuriato, fa allora portare nel deserto i prigionieri per farli divorare dal sarlacc, una creatura delle sabbie che si dice impieghi migliaia di anni per digerire le sue vittime. Luke tuttavia, avendo previsto questa possibilità, ha approntato un piano d'emergenza; C1 infatti custodisce dentro di sé la nuova spada laser dell'aspirante Jedi, mentre il loro amico Lando Calrissian si è infiltrato tra gli scagnozzi di Jabba. Quando sta per essere gettato nel pozzo del sarlacc, Luke si libera prendendo al volo la spada e insieme a Lando libera Ian e Chewbecca sconfigge gli uomini dell'hutt. Mentre Luke sale sul galeone a vela di Jabba per salvare Leila, il cacciatore di taglie Boba Fett tenta di fermare i prigionieri, ma Ian colpisce il suo jetpack, facendolo precipitare nelle fauci del sarlacc. Approfittando della confusione, Leila usa la catena con cui Jabba la lega a sé per strangolarlo, per poi fuggire insieme ai suoi amici prima che il galeone salti in aria.
Mentre i suoi compagni partono alla volta della base ribelle, Luke si reca sul pianeta Dagobah per terminare il suo addestramento sotto la guida del maestro Jedi Yoda. Questi però è giunto quasi alla fine della sua esistenza e poco dopo aver informato Luke di avergli trasmesso tutte le fondamentali conoscenze Jedi, spira. Luke vede lo spirito del suo vecchio maestro Obi-Wan Kenobi, il quale gli rivela il segreto sulla famiglia Skywalker di cui Yoda gli aveva accennato, egli non è il solo figlio del Jedi rinnegato Anakin Skywalker, ovvero l'oscuro signore dei Sith Dart Fener, ma ha una sorella gemella, che altri non è che Leila. Obi-Wan lo informa anche che non potrà sfuggire a un nuovo duello col padre.
Luke torna dai suoi compagni per una riunione dell'Alleanza Ribelle, durante la quale la senatrice Mon Mothma, l'ammiraglio Ackbar e il generale Crix Madine rivelano di avere scoperto che l'Impero Galattico ha iniziato la costruzione di una seconda Morte Nera, ancora più potente della prima che, se completata, assicurerebbe all'esercito imperiale la vittoria sulla Ribellione e che l'Imperatore stesso è a bordo per supervisionarne la costruzione. Perché la flotta ribelle possa distruggere la stazione occorre però disattivarne lo scudo spaziale di protezione, la cui fonte d'energia si trova sulla luna boscosa del pianeta Endor nella zona di influenza del Moff Jerjerrod.
L'attacco al generatore di energia dello scudo viene condotto da un commando comandato da Ian e comprendente anche Luke, Leila, Chewbecca, C1-P8 e D-3BO, che sono riusciti a passare il blocco imperiale grazie ad una navetta imperiale rubata, lo shuttle T-4a classe Lambda. Appena giunti sulla luna boscosa, che si rivelerà abitata dai pacifici ewok, i soldati ribelli si scontrano con alcune truppe imperiali, che Luke e Leila inseguono a bordo di alcuni speeder rubati. Durante lo scontro Leila cade dal veicolo e viene catturata da un guerriero ewok, Wicket W. Warrick, che insieme ad alcuni suoi compagni intercetta l'intero commando. Gli ewok tuttavia scambiano D-3BO per una loro divinità e ben presto accettano di collaborare con l'Alleanza Ribelle. Quella sera stessa Luke rivela a Leila di essere suo fratello e che entrambi sono figli di Dart Fener.
Luke si consegna a Fener che lo conduce a bordo della Morte Nera II, per consentire all'Imperatore Palpatine, suo spietato maestro, di convertire il ragazzo al lato oscuro della Forza. Mentre la flotta ribelle guidata dall'ammiraglio Ackbar e da Lando attacca la Morte Nera e i soldati di Solo assaltano il generatore energetico, Palpatine tenta di evocare in Luke rabbia sufficiente da portarlo nel lato oscuro, rivelandogli che in realtà le armi della Morte Nera siano già operative e che il generatore è protetto da una grossa squadra di truppe scelte e mezzi AT-ST e che tutti stavano per cadere in una trappola da lui ordita per stroncare l'Alleanza una volta per tutte. La battaglia infatti inizia molto presto a volgere al peggio per l'Alleanza, duramente attaccata nello spazio e in inferiorità numerica sulla luna boscosa. Palpatine riesce a indurre Luke ad assalirlo con la spada laser, facendogli ingaggiare un duello mortale con Fener. Questi durante lo scontro legge nella mente del figlio e dopo avere scoperto che Leila è sua figlia, medita di convertirla al lato oscuro, qualora Luke non decidesse di unirsi ai Sith. Furioso, Luke aggredisce il padre, mozzandogli la mano destra. Prima di dargli il colpo di grazia riprende il controllo di sé e smette di combattere, proprio mentre i soldati ribelli, aiutati dagli ewok, distruggono il generatore lasciando la Morte Nera II parzialmente indifesa.
Luke dichiara di non voler cedere al lato oscuro, cosicché Palpatine decide di ucciderlo colpendolo con dei fulmini di Forza. L'agonia di Luke, però, non lascia indifferente suo padre che con un ultimo sforzo riesce a salvare Luke e a gettare Palpatine nel pozzo del reattore. Anakin Skywalker, ormai ritornato al lato chiaro, è stato mortalmente ferito, avendo subìto le scariche destinate al figlio, che hanno danneggiato il supporto vitale inserito nella sua armatura. Luke vuole fuggire col padre, che ormai allo stremo e impossibilitato a muoversi, chiede al figlio di togliergli la maschera, morendo poco dopo tra le sue braccia, mentre la stazione orbitante e la flotta imperiale con a capo l'Executor sotto il comando dell'ammiraglio Piett sono sotto l'attacco di Lando e del suo copilota Nien Nunb con il Millennium Falcon e del capitano Wedge Antilles a capo dei caccia X-wing.
Lando e Antilles riescono nel loro intento, distruggendo il reattore principale della stazione e riuscendo a fuggire in tempo dalla struttura. La Morte Nera II esplode nel cielo illuminandolo per qualche minuto. Anche Luke, fuggito con un'astronave imperiale pochi attimi prima dell'esplosione, si ricongiunge con i suoi compagni, poco dopo che Leila ha rivelato a Ian di essere la sorella del Jedi. Mentre le truppe ribelli festeggiano la loro definitiva vittoria sull'Impero a Endor come nel resto della galassia, Luke crema il corpo di Anakin, che si trasforma in un fantasma di Forza e si riunisce con gli spiriti di Obi-Wan Kenobi e di Yoda.

## Edizioni
Oltre all'edizione del 1983, nel 1997 fu edita una nuova versione in concomitanza con la riprogrammazione nei cinema di una versione rimasterizzata del film, ancora edita da Sperling & Kupfer. L'ultima riedizione, del 2005, sempre edita dalla Sperling & Kupfer, ha il titolo cambiato in Star Wars Episodio VI: Il ritorno dello Jedi per celebrare l'imminente episodio conclusivo della saga al cinema (Star Wars Episodio III: La vendetta dei Sith).